# Az óriási nyomozó
Az óriási nyomozó (eredeti cím: Big Man) 1988-ban futott olasz–francia–német bűnügyi filmsorozat, Bud Spencer főszereplésével, Steno rendezésében. A sorozat összesen hat epizódot ért meg, folytatását a rendező halála akadályozta meg. Enzo G. Castellari viszont ennek alapján készítette el Bud Spencerrel a maga sorozatát olasz–amerikai koprodukcióban, amely 1990 és 1993 között Extralarge címen futott. A tévéfilmsorozat a Cecchi Gori Group és a Reteitalia gyártásában készült. 
Olaszországban 1988. november 25. és december 30. között a RAI közvetítette.

## Történet
A sorozat főhőse Jack Clementi (Bud Spencer) egy nápolyi származású egykori rendőrtiszt, aki a Francia Riviérán, Cap D'Antibes mellett él egy kis hotelben, amelyet egy kedves, de kissé hebrencs asszonyság, Fernande vezet, aki mindig igyekszik kedvében járni a kissé szűkszavú, de joviális és megfontolt természetű Clementinek. Fernande asszony jószándéka ellenben mindig túlzott anyáskodásba csap, ami kissé bosszantja Clementit, akinek nagy bánatára Fernande nem elég jó szakácsnő.
Clementi most a Lloyds nevű prominens nemzetközi biztosító cég magándetektívje, amelynek székhelye Londonban van. A cég igazgatója Henry Winterbottom úr (Geoffrey Copleston) gyakran bízza meg Clementit, hogy járjon el bizonyos ügyekben és derítse fel vajon a cég egyes ügyfelei nem akarnak-e csalást elkövetve nagy összegekre szert tenni a biztosítási kötvényekből. Clementi mindig felderíti a csalást és leleplezi az elkövetőket, de rendszerint veszélyes munkát vállal, mert ellenfelei sokszor követnek el, illetve kísérelnek meg gyilkosságokat. Szembe találja magát az olasz maffiával és terroristákkal is, ám a csavaros eszű és ugyanakkor nagyerejű magánnyomozó mindig kivágja magát.
Clementi elsősorban az eszét használja és kevésbé az öklét, amit ellenlábasai rendre megemlegetnek. Állandó segítségére van ifjú barátja és sofőrje, a kissé zöldfülű Simon Lecoq (Dennis Karvil). Clementi sajátos módszerei miatt nemigen tudott érvényesülni a rendőrségnél, ezért választotta a magánnyomozói hivatást. Különösen nagy kritikusa régi jó barátja, Caruso felügyelő (Raymond Pellegrin), a római rendőrség egyik főtisztje, akit aggodalommal tölt el, ha újra látja régi barátját, tudván, hogy rögvest elkezdődnek a bonyodalmak. Caruso tart a kínos helyzetektől, pedig szeretne feljebb jutni a ranglétrán. Mindamellett rendszeresen segíti és nem egy esetben ő menti meg Clementi életét.
Clementit nem befolyásolják az érzelmei, de mélyen emberséges alkat, aki segít a bajba jutott kisembereken. Winterbotton úr mindig biztosít anyagi forrást, hogy a nyomozás költségeit fedezze, ugyanakkor egy tökéletesen elvégzett munka után bőkezűen megjutalmazza Clementit, s fenntartásokkal ugyan, de szilárdan bízik emberében.

## Epizódok
| # | Olasz cím             | Magyar cím                           | Olasz bemutató     | Magyar bemutató                                          |
| --- | --------------------- | ------------------------------------ | ------------------ | -------------------------------------------------------- |
| 1. | Polizza droga         | Egy különös biztosítás / A drogváltó | 1988. november 25. | 1992. május 17. (MTV2) 2001. július 16. (RTL Klub)       |
| Az olasz rendőrség nagy mennyiségű drogot foglal le két futárnál is. A drogért váltókon keresztül fizetnek a terjesztők a maffiának és így mossák tisztára a pénzt. Ha a szállítmány nem ér célba, úgy a váltók érvénytelenné válnak, de a maffia, hogy pótolja a kieső bevételt biztosítást köt a váltókra a Lloydsnál. Winterbotton cégét súlyosan érinti az ügy, ezért felhívja Franciaországban Jack Clementit, hogy derítse ki, kik állítják ki a váltókat a drogszállítmányokért. |                       |                                      |                    |                                                          |
| 2. | La fanciulla che ride | A hamisítvány / A nevető lány        | 1988. december 2.  | 1992. május 2. (MTV2) 2001. július 23. (RTL Klub)        |
| Jack Clementinek feltűnik a Time magazinban a Mosolygó lány nevű ókori etruszk szobrocska, amely egy amerikai gyűjtő tulajdonában van, és a legprofesszionálisabb szakértők mondták ki a műkincs hitelességét. A nagy értékű tárgyon ezen felül egy tekintélyes cégnél még komoly biztosítása van. Clementinek azért szúr mindez szemet, mert az olaszországi Roccaferro kastélyának múzeumában pontosan ugyanez a szobor található, amelynek eredetiségét szintén hitelesítették és ezt a példányt a Lloyds biztosította 800 ezer angol fontra Don Pietro hercegnek (Jacques Sernas). Clementi Roccaferróba utazik, ahol a környéken híres etruszk régészeti lelőhelyek vannak. Don Pietro testőrei főnökük az aljas Vasco (Raimund Harmstorf) vezetésével illegálisan értékesítik a felbecsülhetetlen értékű műkincseket, ugyanakkor a környéken működik egy Leo Voltera (Mario Pilar) nevű régész és keramikus, aki pontosan tudja, hogy mi a titka a Mosolygó lánynak. |                       |                                      |                    |                                                          |
| 3. | Diva                  | A díva / A filmsztár                 | 1988. december 9.  | 1992. február 15. (MTV2) 2001. július 30. (RTL Klub)     |
| Susy Kaminski (Ursula Andress) egykor ünnepelt francia színésznő karrierje stagnál, és kaszinókban szórja a pénzét, noha óriási tartozása van. Birtokában van még azonban rendkívül nagy értékű ékszereinek, amelyeket szintén a Lloyds biztosított. Az ékszereket viszont elrabolják, és Kaminski inasát is meggyilkolják. Simon szemtanúja a bűnténynek, és Jack is nyomozni kezd. Kideríti, hogy Susy Kaminski ékszerei hamisítványok, legalábbis nem a valódiakat viseli. Kaminski élettársa Tony Cilento (Michel Albertini) az értelmi szerzője a bűncselekményeknek, melyek célja természetesen biztosítási csalás. Cilento szövetkezet helyi bűnözőkkel is az ékszerek eltulajdonítására, de az még kérdés, hogy Susy Kaminski is érintett-e a dologban. |                       |                                      |                    |                                                          |
| 4. | Boomerang             | A bumeráng / Bumeráng                | 1988. december 16. | 1992. március 7. (MTV2) 2001. augusztus 6. (RTL Klub)    |
| A Szfinx Vállalat kifejleszt egy ultrahangos szuperfegyvert, a Bumeráng-ot, amelynek biztosítását a Lloyds vállalja. A Bumeráng a valaha volt leghatékonyabb, elképesztő hatótávolságú fegyver, amit ráadásul elrabolnak. Az ügy nemzetközileg is súlyos válsággal fenyeget. Clementinek nagyon nehéz dolga van, mivel a fegyver valószínűleg terroristák kezébe került, de egy hiányzó darab miatt egyelőre csak kis hatótávolságban használható. Clementi hosszas nyomozás után rájön, hogy a Bumeráng valószínűleg az olasz titkosszolgálat néhai ezredesénél, Brasellinél, becenevén Zebránál (John Steiner) van, akit hazaárulásért ítéltek el. Zebrát egy áruló segítette, aki a vállalat emberei közül való. |                       |                                      |                    |                                                          |
| 5. | 395 Dollari l'oncia   | 1 uncia 395 dollár / 395 dollár      | 1988. december 23. | 1992. január 18. (MTV2) 2001. augusztus 27. (RTL Klub)   |
| 15 évvel korábban Xavier Baudin (Michel Constantin) társaival megtámadott egy pénzszállító autót, amelynek aztán nyoma veszett. Baudint kézre kerítették, de sosem vallott, így nem derült ki, hogy hová tűnt a kocsi, amely aranyrudakat szállított. Baudin éveket tölt börtönben, de szabadulása előtt nem sokkal súlyosan bántalmazza rabtársát, amiért ismét elítélik. A Lloyds kifizette a bank kárát, de az aranyszállítmány, ha megkerülne, a Lloydsot illetné meg. Winterbotton megbízza Jacket, hogy próbálja meg Baudinből kiszedni az arany rejtekhelyét. A magánnyomozó Rinetti álnéven rabnak álcázva Arret börtönébe megy, ahol Baudin cellatársa lesz. |                       |                                      |                    |                                                          |
| 6. | Polizza inferno       | Halálbiztosítás / Halálbiztos        | 1988. december 30. | 1991. december 15. (MTV2) 2001. augusztus 13. (RTL Klub) |
| A Lloyds több olyan ügyfele hal meg rejtélyes és különös módon, akik a cégnél igen nagy összegű életbiztosítási kötvényeket kötöttek. A Lloyds fizetni kényszerült, de gyanú merül fel a halálesetekkel kapcsolatban, ugyanis a biztosító nem jogosult olyan esetben fizetni, ha az ügyfél öngyilkosságot követne el. Kellő bizonyíték azonban nincs. Clementi és Simon nyomán során kiderítik, hogy egy titokzatos és galád szekta befolyásolja a vagyonos embereket, hogy rátehesse kezét azok pénzére. |                       |                                      |                    |                                                          |

## A forgatás
Bud Spencernek ez volt az első tévés sorozata Stenóval, a Piedone filmek rendezőjével. A munkálatok 1987-ben kezdődtek. A rendezésbe betársult Lucio De Caro is, aki szintén a Piedone filmek stábjának tagja volt, mégpedig forgatókönyvíróként. A Big Man forgatókönyvének megírásában Bud Spencer is aktív szerepet vállalt. Szükség is volt De Caro és az ő segítségére, mert Steno ekkor már súlyos beteg volt, és a munkálatok befejezése előtt meg is halt.
Bud Spencer eddigi karaktere meglehetős változáson ment keresztül. Évekkel korábban még úgy nyilatkozott, hogy nem hiszi, hogy az általa megformált szereplők alkalmasak lennének egy tévésorozatra. Sokkal inkább valók mozivászonra mint kisemberek hősei. A tévésorozat ezt a karaktert szerinte túlságosan a hétköznapok szintjére süllyesztené, aki mindig házhoz megy épp azon a napon, amikor a legújabb epizódot vetítik.
A Big Man sokkal reálisabb képi világgal dolgozik, a verekedések is valóságosabbak, keményebbek. Humoros elemei átlagosnak nevezhetők, a sorozat sokkal inkább krimi, amelyben ráadásul nem a fizikai erőpróba, hanem a szellem próbája nyilvánul meg Jack Clementi bravúros nyomozásain keresztül. Bud Spencer ekkor már közel hatvanéves volt, ezért sincs olyan nagy hangsúly a bunyón.
A sorozat szereplői többnyire francia nemzetiségűek, a történet is elsősorban Franciaország és Olaszország között játszódik. Néha-néha felbukkannak olyan olasz és más színészek, akik hajdan gyakran dolgoztak együtt Bud Spencerrel és Terence Hill-lel. A páros filmjeiből, vagy a szólóban készült filmekből már jól ismerte a közönség Nello Pazzafinit, vagy Giovanni Cianfrigliát. Bár Pazzafininek is passzívabb szerep jutott, mivel az ő egészségi állapota és életkora sem tette lehetővé, hogy úgy lépjen színre, mint régen. Raimund Harmstorf is feltűnik egy epizódban.
A film főcímdalát Guido és Maurizio de Angelis szerezték, akik ezzel a sorozattal tértek vissza a Spencer-filmográfián belül.

## Hatása
A Big Man nem hozott átütő sikert, de mindenesetre megmutatta, hogy Bud Spencer a tévésorozatokban is képes nívós szerepekre. 1990-ben Castellari saját sorozatot készített Bud Spencerrel, az Extralarge-ot, amely voltaképp Az óriási nyomozó amerikai variációja. A sorozat főszereplője, Jack Costello is egy visszavonult rendőr, aki magánnyomozóként dolgozik, de továbbra is van kapcsolata a rendőrséggel régi barátján és kollégáján, Sam-en keresztül. Jack házvezetőnője is sokban hasonlít Fernande asszonyra. Maria Martinez néhai sztriptíztáncosnő, aki szerelmes Jackbe, de egyfolytában csak akadékoskodik körülötte és Jack annak örülne leginkább, ha valaki más venné feleségül. Jack Costellónak is van egy kissé csetlő-botló társa a francia anyanyelvű Willy Dumas képregényrajzoló személyében.